# Символізація
Символіза́ція (англ. symbolization, фр. symbolisation) — зображення, позначення чого-небудь за допомогою символів.
використання символів з метою передачі значення, змісту; видиме, що шляхом асоціації відображає дещо інше, що є невидимим (наприклад, орел — символ Сполучених Штатів Америки). Під символізацією може розумітись практика подання речей із символічним значенням.
Символізація властива тільки людині. Це процес заміщення одних образів іншими ідеалізованими утвореннями, що характеризуються лише віддаленою схожістю, заснованою на випадкових, вторинних, малозначимих деталях; несвідомий психічний механізм, за допомогою якого один об'єкт або ідея представляє інший і не розпізнається як така; загальний механізм, за допомогою якого здійснюється відображення інших речей, класу речей чи атрибуту чогось.
У широкому сенсі — всі види заміни простого словесного вираження спостережуваних і гіпотетичних явищ іншими, непрямими способами відображення — математичним, хімічним, фізичним, фонетичним, мовним тощо.